# Cmentarz prawosławny w Teratynie
Cmentarz prawosławny w Teratynie – nekropolia w Teratynie, utworzona na potrzeby miejscowej ludności unickiej w XIX w., użytkowana do końca II wojny światowej.

## Historia i opis
Data powstania cmentarza nie jest znana. Najprawdopodobniej powstał w I połowie XIX w. jako nowy cmentarz  jeszcze na potrzeby parafii unickiej, a następnie po 1875 r. po erygowaniu nowej parafii prawosławnej, powstałej wskutek likwidacji unickiej diecezji chełmskiej w 1875. Cmentarz był użytkowany przez miejscową ludność prawosławną do końca II wojny światowej i wysiedlenia prawosławnych Ukraińców. Najstarszy zachowany nagrobek pochodzi z 1855. Po wojnie wraz z wysiedleniami, cmentarz został porzucony.
Na początku lat 90. XX wieku na terenie nekropolii zachowały się w całości lub fragmentach 20 kamiennych i betonowych nagrobków na postumentach, kopcach, stellach, słupach oraz stylizowanych pniach drzew dekorowanych wielostopniowymi gzymsami uskokowymi i kostkowymi, draperiami, tympanonami, płaskorzeźbami ksiąg, zwójów papieru i rozetkami. Niemal wszystkie nagrobki były porozbijane i poprzewracane.  Inskrypcje na nagrobkach wykonane zostały w językach: polskim i cerkiewnosłowiańskim. Na cmentarzu rosną sosny, dęby, tarnina, głog, bez lilak, jaśminowiec oraz samosiewy jesionu, robinii i drzew owocowych.
Na cmentarzu w maju 1945 pochowany został zamordowany przez NSZ Bazyli Martysz, pułkownik Wojska Polskiego, naczelny kapelan Prawosławnego Ordynariatu Wojska Polskiego. W 1968 ekshumowany, a w 2003 kanonizowany przez Polski Autokefaliczny Kościół Prawosławny.